# Cavan Sullivan
Cavan Sullivan (Filadelfia, 28 settembre 2009) è un calciatore statunitense, centrocampista o attaccante del Philadelphia Union e della nazionale Under-17 statunitense.

## Biografia
Ha origini tedesche e bengalesi da parte della madre.
È fratello di Quinn Sullivan, suo compagno al Philadelphia Union, e cugino di Chris Albright, ex calciatore e direttore generale dell'FC Cincinnati.

## Caratteristiche tecniche
Di piede mancino, è un trequartista, ma può ricoprire anche i ruoli di seconda punta e ala sinistra.

## Carriera

### Club
Cresciuto nei settori giovanili di Delco Academy e Philadelphia Union, il 5 marzo 2024 ha debuttato a livello professionistico con il Philadelphia Union II in occasione di un match della MLS Next Pro; in questa occasione ha provveduto a fornire l'assist per la rete della vittoria finale. 
Il 9 maggio seguente, ha firmato il primo contratto da professionista divenendo il quinto calciatore più giovane proveniente dalle giovanili ad avere un contratto valido per il professionismo.
Il 17 luglio, in occasione della 24ª giornata di campionato disputata contro il N.E. Revolution, viene chiamato dalla panchina per subentrare in campo al posto di Tai Baribo al minuto 85: questa sostituzione ha reso Sullivan il più giovane calciatore esordiente, superando Freddy Adu (esordì a 14 anni e 306 giorni), della Major League Soccer all'età di 14 anni e 293 giorni.

## Statistiche
Statistiche aggiornate al 2 novembre 2024.

### Presenze e reti nei club
| Stagione        | Squadra               | Campionato      | Campionato | Campionato | Coppe nazionali | Coppe nazionali | Coppe nazionali | Coppe continentali | Coppe continentali | Coppe continentali | Altre coppe | Altre coppe | Altre coppe | Totale | Totale | Totale |
| Stagione        | Squadra               | Comp            | Pres       | Reti       | Comp            | Pres            | Reti            | Comp               | Pres               | Reti               | Comp        | Pres        | Reti        | Pres   | Reti   |        |
| --------------- | --------------------- | --------------- | ---------- | ---------- | --------------- | --------------- | --------------- | ------------------ | ------------------ | ------------------ | ----------- | ----------- | ----------- | ------ | ------ | ------ |
| 2024            | Philadelphia Union II | MLSNP           | 18+3       | 4+1        |                 | -               | -               |                    | -                  | -                  |             | -           | -           | 21     | 5      |        |
| 2024            | Philadelphia Union    | MLS             | 3          | 0          |                 | -               | -               |                    | -                  | -                  |             | -           | -           | 3      | 0      |        |
| Totale carriera | Totale carriera       | Totale carriera | 24         | 5          |                 | -               | -               |                    | -                  | -                  |             | -           | -           | 24     | 5      |        |